# Ateliers Thomé-Génot
Pour les articles homonymes, voir ATG.
La société des Ateliers Thomé-Génot (ATG) est une entreprise française de métallurgie de Nouzonville, dans le département des Ardennes, fondée en 1863 et fermée en 2007.
De la fin du XIXe siècle aux Trente Glorieuses, cette société avait su bénéficier de l'euphorie métallurgique, innover, traverser deux conflits mondiaux dévastateurs et la crise de 1930, et s'adresser à de nouveaux marchés, du ferroviaire à l'automobile. Devenue leader mondial des pôles alternateurs pour les automobiles, elle déposa pourtant son bilan en 2004. Les repreneurs, jouant à la fois des conditions convenues dans le plan de reprise et des biens fonciers et immobiliers, rendirent l'entreprise exsangue avant de la liquider définitivement en 2007. Une condamnation de ces repreneurs a été prononcée le 8 septembre 2009.

## Des artisans ingénieux et entreprenants à l'origine de l'entreprise
Depuis le XVIIe siècle, le village de Nouzon, qui ne s’appelait pas encore Nouzonville, abritait une annexe de la manufacture d'armes de Charleville, rivalisant avec les manufactures de Tulle ou de Saint-Étienne, et générant aussi du travail à façon : « Dans les campagnes environnantes et assez loin, beaucoup d'ouvriers forgeaient et limaient les pièces détachées nécessaires à la platine... ».
Cette activité de fabrication d'armes avait périclité. Mais de cette tradition du travail des métaux sont nées, dans cette vallée de la Meuse, des lignées d'artisans formés au travail du fer : des forgerons, des ajusteurs, des ferronniers, etc.
Le 25 avril 1863, la société des Ateliers Thomé-Génot est constituée chez un notaire carolopolitain par Louis-Gustave Thomé et son beau-frère Eugène-Auguste Génot. Elle s'implante à Nouzonville, boulevard Jean-Baptiste Clément (à l'époque boulevard de la Gare) sur des terrains loués depuis 1852 par Thomé, puis achetés dès 1855 par les deux hommes, Thomé et Génot, aux industriels Grandry et Hardy-Capitaine. Thomé et Génot sont des artisans ferronniers ingénieux et entreprenants, auteurs de multiples brevets, dès 1868 sur le forgeage de culasses de canons de fusils, puis sur d'autres produits, non liés à des armes, les années suivantes,. Louis-Gustave Thomé est aussi un ancien soldat d'Afrique.
Hardy-Capitaine, Thomé-Génot : les raisons sociales associant deux patronymes sont fréquentes dans la vallées. La famille joue un rôle déterminant dans l'aventure industrielle des fondateurs des Ateliers Thomé-Génot, comme pour d'autres nouveaux entrepreneurs de cette époque. Elle constitue un premier groupe de solidarité et permet de disposer d'un réseau d'affaires, exploitant les alliances matrimoniales. C'est en elle que se transmettent les savoirs et que se préservent les secrets d'affaires. Et chaque ouvrier de Nouzon, en cette fin de XIXe siècle, connaît les origines locales et modestes de ses patrons dont il a toutes les chances d'être un cousin, proche ou lointain.
En 1880, l'entreprise est spécialisée dans les ferrures pour la marine et surtout pour les chemins de fer, en plein développement.

## De l'entreprise familiale à la société anonyme

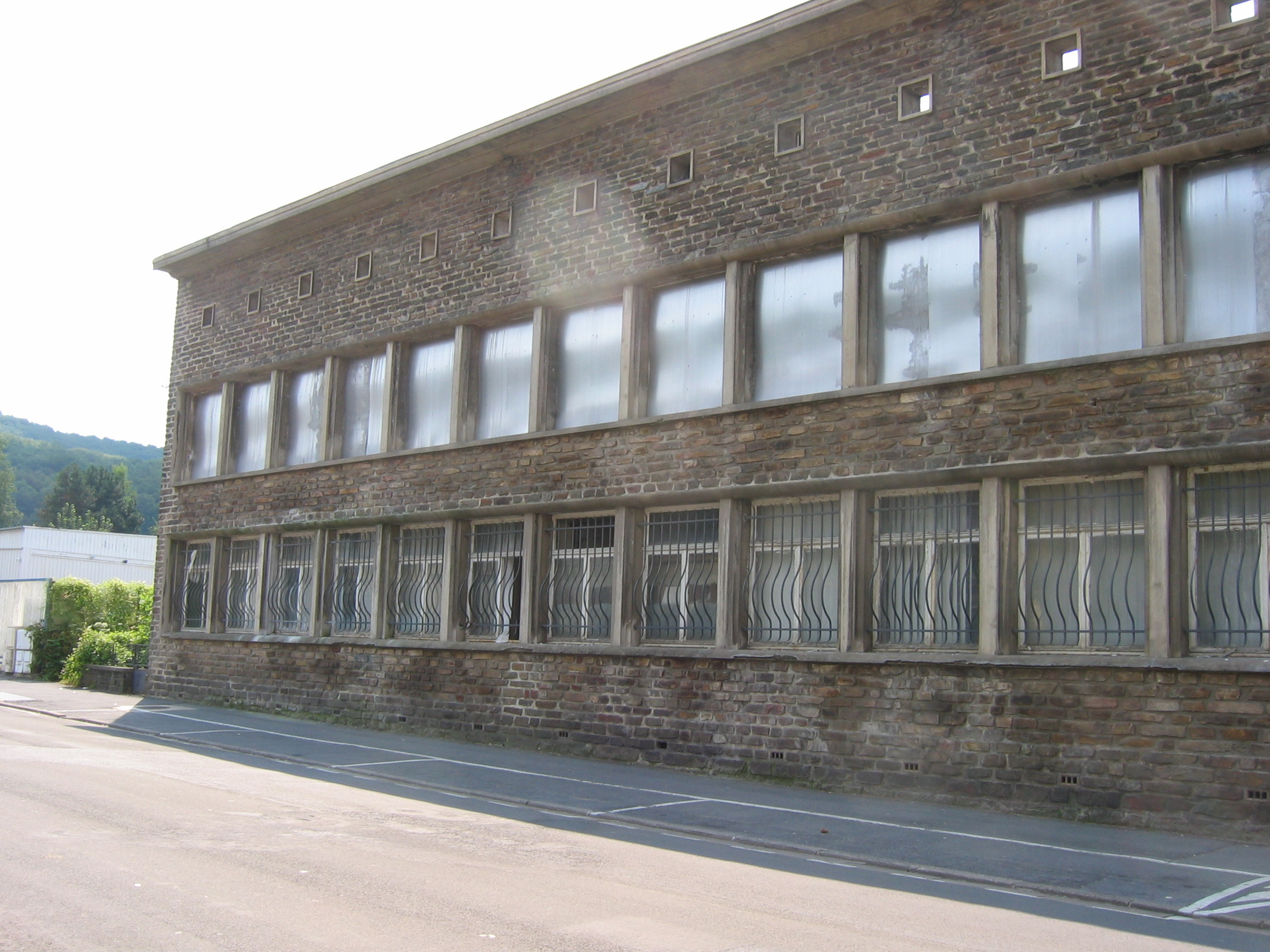
Façade des bureaux côté rue.

L'entreprise devient une société anonyme en 1889, avec un capital de 500 000 francs. Avant la Première Guerre mondiale, les Ateliers Thomé-Génot produisent toujours pour le secteur ferroviaire et s'ouvrent à un nouveau marché, le secteur automobile. L'entreprise cherche également à consolider sa position sur le marché en innovant et envoie ainsi en 1903 son fils Paul Thomé avec des ingénieurs en Westphalie étudier l'évolution des techniques d'emboutissage. En 1907, l'entreprise subit un incendie qui l'oblige à reconstruire une partie des ateliers.
À la veille de la mobilisation de 1914, la société possède deux établissements industriels à Nouzon, l'usine de forge sur l'emplacement initial, et l'usine d'emboutissage, rue de Russie.
L'usine de forge produit annuellement 3 500 tonnes de ferrures forgées et usinées. Elle utilise vingt-neuf marteaux-pilons dont une dizaine de 3 à 10 tonnes de masse tombante. Ainsi qu'une presse à forger de 600 tonnes et de nombreuses presses annexes pour le découpage et le pliage de tôles, et l'ébarbage de pièces forgées. La force motrice provient de quatre chaudières produisant de la vapeur et d'un poste de transformation relié au réseau de la société Ardennes Électriques.
L'usine d'emboutissage produit annuellement 1 500 tonnes d'emboutis, depuis les raccords de tubes pour cadre de bicyclettes jusqu'au châssis d'automobiles. Elle utilise vingt-deux presses à emboutir de toutes tailles. Des ateliers annexes effectuent le décapage de pièces, la galvanisation, la soudure électrique et soudure oxyacétylénique.

## Impact des conflits du vingtième siècle
En 1914, les usines sont pillées par les Allemands. Les ateliers sont vidés de leurs machines. L'usine d'emboutissage est transformée en un hôpital de 3 000 lits pour les forces allemandes.
L'aide de l'État aide la relance de l'activité dans l'entre-deux-guerres. Mais la famille fondatrice se désengage. À partir de 1920, l'entreprise passe entre les mains de Pol Dury, jeune ingénieur Arts et Métiers rentré récemment dans l'entreprise comme directeur des ateliers,. Avec le passage en société anonyme, la nomination d'un président-directeur-général qui ne soit pas d'une famille de Nouzon est le deuxième signe fort de la mutation de cette entreprise.
Au même moment, en 1921, Nouzon devient Nouzonville. En 1924, l´entreprise construit une cité ouvrière rue Ambroise Croizat.
La crise des années 1930 fragilise la métallurgie ardennaise, avec des mesures de chômage partiel. En 1936, le mouvement de grève générale touche les établissements industriels de Nouzonville à partir du 4 juin, date de la formation du gouvernement de Léon Blum. Les ouvriers pensent que le nouveau gouvernement va les aider contre les patrons et va favoriser un rattrapage du pouvoir d'achat. Les ateliers sont occupés. Pol Dury, par ailleurs président de la chambre syndicale des fabricants de ferrures de Nouzon se révèle un des patrons les moins conciliants. La reprise s'effectue les 29 et 30 juin, après des négociations au niveau national et départemental. L'activité économique reprend de la vigueur fin 1936.
Bien que s'affirmant comme le maître à bord, Pol Dury inscrit ses pas dans la tradition sociale du patronat ardennais en créant, outre la cité ouvrière déjà citée, une société de Secours aux Vieux, aidant les anciens collaborateurs, un centre d'apprentissage, une colonie de vacances et des arbres de Noël , etc.
Durant la Seconde Guerre mondiale, l'activité, stoppée complètement avec l'invasion allemande de mai 1940 ne reprend que progressivement l'année suivante après une interruption de plusieurs mois. Pol Dury en reprend les commandes. L'occupant oblige l'industriel à répondre aux besoins de l'armée allemande. La loi de février 1943 sur le service du travail obligatoire prive les entreprises d'une partie de leur main d’œuvre et développe l'esprit de résistance. Ainsi, le 30 janvier 1944, un marteau-pilon de 10 tonnes est détérioré, ralentissant pendant plusieurs semaines la production de pièces destinées à l'aviation et à la marine allemande.
Pol Dury décède en juin 1956 mais la direction de l'entreprise reste au sein de la famille Dury. Les trente Glorieuses permettent de relancer l'activité. À la fin du XXe siècle, la société produit environ 15 millions de pièces nécessaires aux équipementiers automobiles, en particulier les pôles alternateurs, pour lesquels elle est leader mondial. Cette pièce, sortie des Ateliers Thomé-Génot, est d’une qualité inégalée, prisée par les constructeurs automobiles et leurs équipementiers. L'entreprise ardennaise dispose d'une technologie plus efficace que celle des concurrents. Elle en détient les brevets de façon exclusive. Ceci lui permet d'alimenter jusque 30 % du marché mondial pour l'automobile. L'établissement avenue Jean-Baptiste Clément, à deux pas du centre et de l’hôtel de ville de Nouzonville, est à nouveau très actif. Cette ville ouvrière (64 % d'ouvriers en 1982 pour 42,5 % en moyenne en France), avec ses habitations côtoyant les usines, sent véritablement le fer. Le bruit des marteaux-pilons en constitue le fond sonore, et, aux heures de changement d'équipes, les rues et la place Gambetta sont parcourues par les hommes en bleu de travail : « on a été élevé avec le bruit des marteaux-pilons, des sirènes d'usines »,.
Les Ateliers Thomé-Génot comptent 166 salariés en 1944, 377 en 1977, et seulement 280 en 2007.

## Déclin et fermeture de l'entreprise
En novembre 2003, en effet, une gestion financière inadaptée, la concurrence internationale, la pression sur les prix d'achats des équipementiers automobiles et le manque de soutien de son pool bancaire face à des besoins en fonds de roulement aboutissent au dépôt de bilan de l'entreprise, malgré ses atouts technologiques, et à sa mise en redressement judiciaire le 19 février 2004. Le montant total du passif s'élève à 11,7 millions d'euros. Après avoir examiné différentes offres, l'administrateur judiciaire se laisse convaincre par une société américaine, Catalina, associé à un fonds d'investissement. Le 29 septembre 2004, ATG cède 75,09 % de son capital à Catalina, sous réserve que le tribunal de commerce accepte le plan de continuation. Le 14 octobre 2004, le tribunal de commerce valide le plan de continuation déposé par Catalina. Et ceci bien qu'entre le dépôt du plan de reprise et l'audience au tribunal, le fonds d'investissement, qui devait assurer 50 % du financement, se soit retiré du montage financier. Le préfet, satisfait de cette issue, affirme un peu vite que l’arrivée de Catalina place l'avenir des ATG sous les meilleurs auspices. Les élus locaux, de tous bords, sont dans le même état d'esprit. Le dossier Thomé-Génot est encore cité en exemple en 2005 par le procureur de Charleville-Mézières lors de la rentrée solennelle du tribunal de commerce.
Mais la société Catalina se révèle être une coquille vide tenue par des individus peu scrupuleux qui s'emparent de la trésorerie et vendent des biens immobiliers importants à Nouzonville et Paris (Le terme de voyous sera utilisé un an plus tard, en novembre 2006, par le syndicat CGT-Métallurgie, puis sera repris en décembre 2006 par le ministre de l'Intérieur, Nicolas Sarkozy, dans un déplacement très politique dans les Ardennes). L'argent disparaît dans une cascade de holdings, soi-disant pour constituer un groupe de sous-traitance. En novembre 2005, le commissaire aux comptes déclenche une procédure de droit d'alerte. Et pour cause. Le niveau des dettes s'élève à 15 328 000 euros pour des fonds propres de 5 340 000 euros. Sans réaction, le 12 décembre 2005, du conseil d'administration. D'autres alertes se déclenchent en 2006. Un nouveau rapport spécial est présenté par le commissaire aux comptes à l'assemblée des actionnaires. Un expert désigné par le comité d'établissement émet un rapport accablant. Un mois plus tard, le directeur financier de Catalina dépose le bilan en catimini.

### Conséquences sociales
La fermeture des Ateliers Thomé-Génot, s'ajoutant à d'autres arrêts d'entreprises métallurgiques, marque profondément la population de Nouzon et, au-delà de Nouzon, soulève une émotion dans toute la Vallée (terme utilisée localement pour la portion de la vallée de la Meuse au nord de Charleville-Mézières, jusque Givet). Les années suivantes, un ex-cadre tente de refaire démarrer une entreprise dans les locaux d'ATG et sur le même secteur, Ardennes Forge, mais cette tentative se solde également par un échec, malgré les aides publiques. L'impact social de fermeture de cette entreprise emblématique va au-delà de ses seuls salariés. L'activité métallurgique, et ses métiers transmis de père en fils depuis plusieurs générations, semblent désormais n'être qu'une impasse professionnelle pour bien des familles. Le désarroi, la perte de confiance en l'avenir, le chômage, la recherche d’emplois dans d’autres secteurs et dans d'autres lieux rompent une tradition sociale et une vie en relative autarcie de la population de la Vallée.

### Actions juridiques
Une condamnation des repreneurs est prononcée le 8 septembre 2009. Ces dirigeants de Catalina se réfugient aux États-Unis. Leur extradition est demandée par le parquet général de Reims, sans succès,. En novembre 2017, le tribunal correctionnel de Reims condamne à une peine de quatre ans et 200 000 € pour chacun d’eux ces dirigeants, Catherine Felch et Gregory Willis, qui refusent de se présenter devant la justice française. Le 6 septembre 2018, la cour d'appel de Reims confirme leur condamnation mais ramène leurs peines à deux ans de prison ferme et une amende de 100 000 €. Vivant aux États-Unis, qui n'extradent pas ses ressortissants, ils échappent toujours à cette condamnation, mais ne peuvent sortir du pays, ayant désormais un mandat d’arrêt d’international émis contre eux, depuis 2017. La cour de cassation a par ailleurs rejeté leur pourvoi le 24 juin 2020. Le 3 août 2020, Greg Willis meurt.
D'anciens salariés ont également attaqué l’État, en la personne de l'agent judiciaire du Trésor, pour faute lourde du tribunal de commerce de Charleville-Mézières estimant que le plan de reprise des Ateliers Thomé-Génot par le groupe américain Catalina avait été avalisé avec trop de légèreté par la justice consulaire en 2004. Les salariés ont été déboutés sur ce volet, en première instance, en novembre 2011, comme en appel.

### Dans la culture populaire
Le film de Marcel Trillat, Silence dans la vallée, évoque les conséquences de la fermeture des Ateliers.
La pièce de Rainer Sievert, La Formule du bonheur, expose le mécanisme employé par le groupe Catalina pour reprendre puis dépecer la forge.